# Лейб-гвардейский полк (Пруссия)
Лейб-гвардейский полк (нем. Das Regiment der Gardes du Corps) — гвардейский кавалерийский кирасирский полк, личная охрана короля Пруссии и, после 1871 года, кайзера. Также именовался 13-м кирасирским полком (нем. 13. Kürassierregiment). Существовал до окончания Первой мировой войны. Входил в состав 1-й гвардейской кавалерийской дивизии.

## История
Полк был основан в 1740 году Фридрихом Великим. Первым командиром полка был Фридрих фон Блюменталь, который умер в 1745 году. В 1747 году командиром стал его брат Ганс фон Блюменталь, который вместе с другими офицерами полка получил орден Pour le Mérite за битву при Гогенфридберге. Ганс фон Блюменталь был тяжело ранен, возглавляя полк в Лобозицкой битве, и был вынужден уйти в отставку.
В Кунерсдорфской битве Фридрих Великий оказался почти отрезанным от своих основных сил казацкой конницей генерала-фельдмаршала Салтыкова, и тогда его жизнь спасли лейб-кирасиры, два эскадрона которых были разбиты русской кавалерией. Командир лейб-кирасиров был пленён. Штандарт лейб-кирасиров был захвачен. Капитан прусских гусар Иоахим фон Притвиц смог пробиться сквозь казаков, потеряв почти всех всадников из своей сотни, и вызволил короля от неминуемого плена, пока лейб-кирасиры отбивались, жертвуя своими жизнями ради короля.
Первоначально полк частично использовался как учебное подразделение для офицеров в рамках программы расширения кавалерии. Среди первых офицеров был мемуарист Фридрих фон дер Тренк, описавший тяжёлую жизнь офицеров, а также высокую стоимость различных принадлежностей к форме, например, кирасы были посеребрены в то время, когда серебро было дорого.
В отличие от остальной имперской армии, где многие части формировались по территориальному принципу, после объединения Германии в 1871 году, в лейб-гвардейский полк отбирали солдат со всей Германии. Лейб-гвардейский кирасирский полк, как и другие полки прусской кавалерии, дозволялось также частично комплектовать иностранцами.

## Состав
С момента создания в 1740 году полк имел в своём составе один эскадрон. В 1756 году Лейб-гвардейский полк был увеличен до трёх эскадронов. Тогда, после капитуляции саксонской армии по результатам Лобозицкой битвы, из саксонцев и были сформированы ещё два эскадрона, вскоре заменённых пруссаками, как более лояльными солдатами.
К 1786 году из 13 кирасирских полков Прусской армии (нем. Kavallerieregimenter der altpreußischen Armee), 12 имели по пять эскадронов в своём составе, по две роты в каждом.
Согласно приказу от 6 марта 1787 года полк кирасиров Лейб-гвардии прусского короля состоял из трёх эскадронов, также по две роты в каждом. В личный состав полка входили: 24 лейб-кирасирских офицеров, 48 унтер-офицеров, 8 музыкантов, 522 рядовых.
24 июня 1789 все 13 полков кирасиров Прусской армии перешли с эскадронного состава на ротный. Исключение было сделано для двух полков Прусского королевства. Жандармский полк прусских кирасиров (нем. Das Regiment Gensd’armes, нем. Das Cürassier-Regimen Gensd’armes) и Лейб-гвардейский полк продолжили иметь в своём составе эскадроны, а не только роты. 17 июля 1798 года полк был увеличен до пяти эскадронов.

## Униформа
Полк носил белую кирасирскую форму с некоторыми отличиями. Они включали в себя красный китель для офицеров и белого металлического орла на шлеме с распростёртыми крыльями. Другие особенности формы полка, которую носили до 1914 года, включали в себя красный жилет суправест со звездой Ордена Чёрного орла спереди и сзади, и чёрные железные кирасы с красной окантовкой, которые были подарены Александром I в 1814 году.

## Галерея

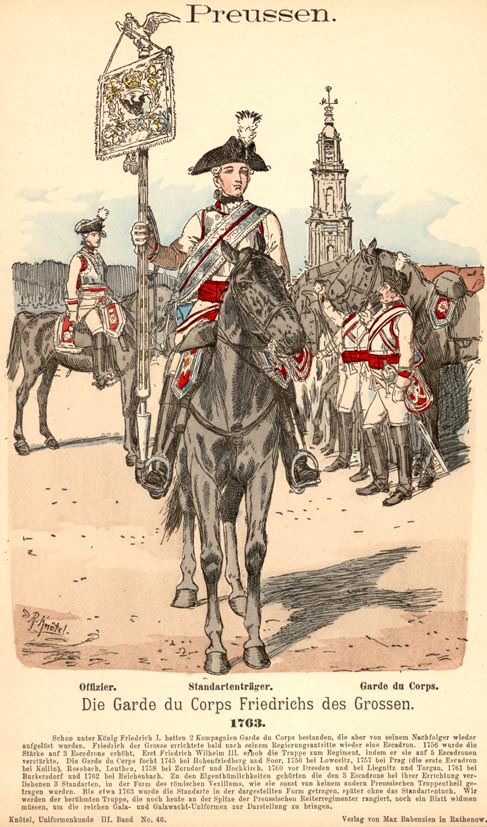
Лейб-кирасир со штандартом, 1763 год
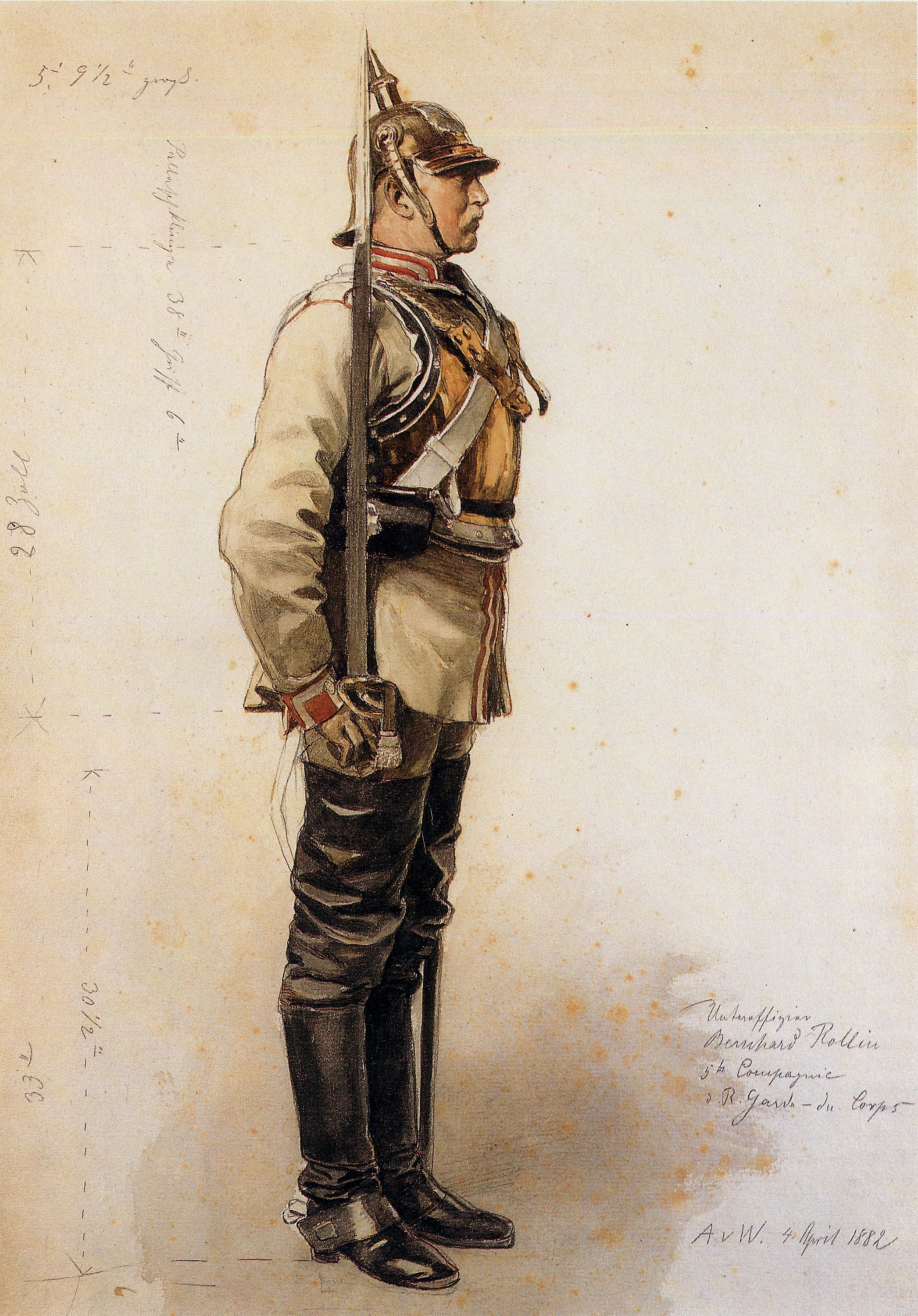
Лейб-кирасир, картина Антона фон Вернера 1882 года
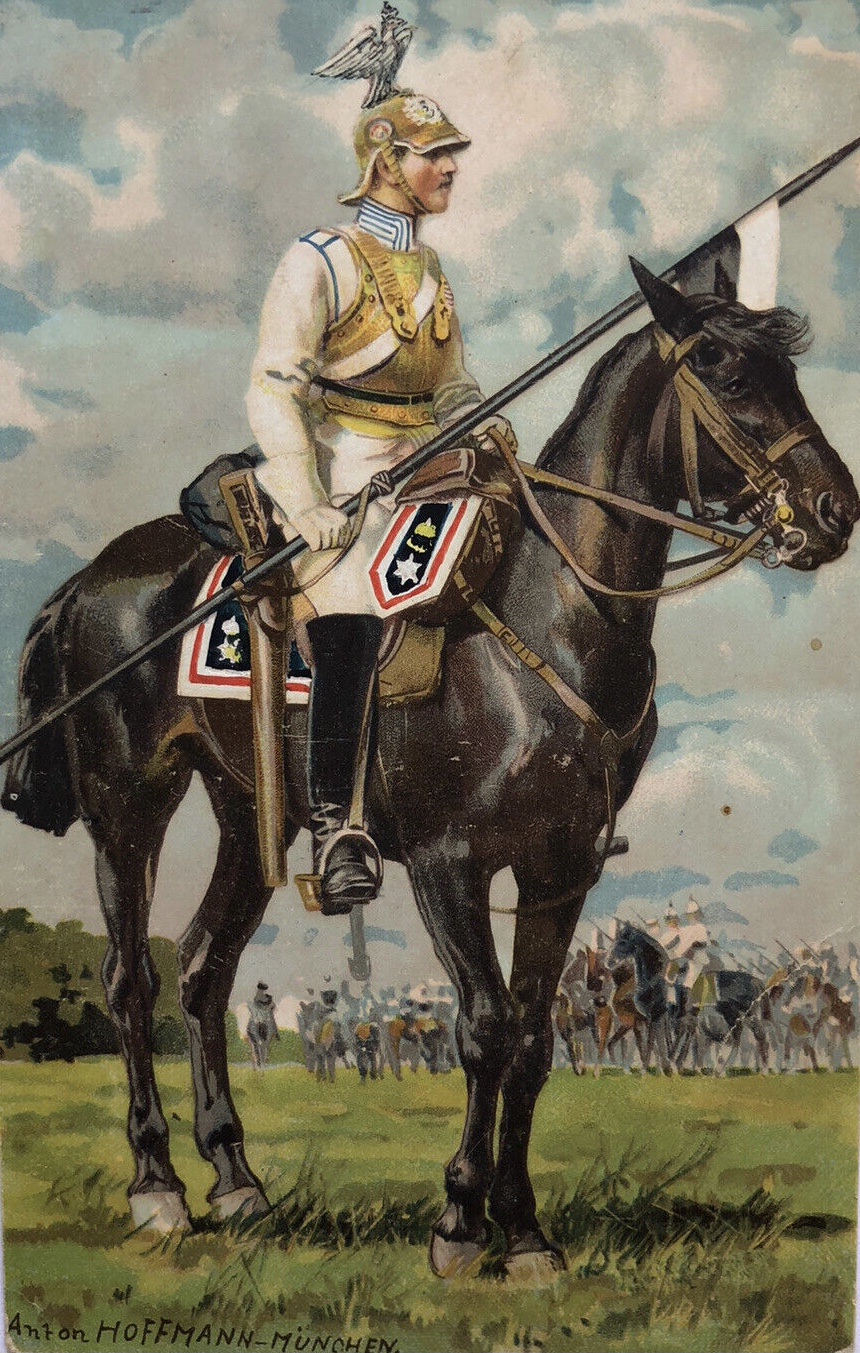
Офицер лейб-гвардии, картина Антона Хоффманна 1910 года
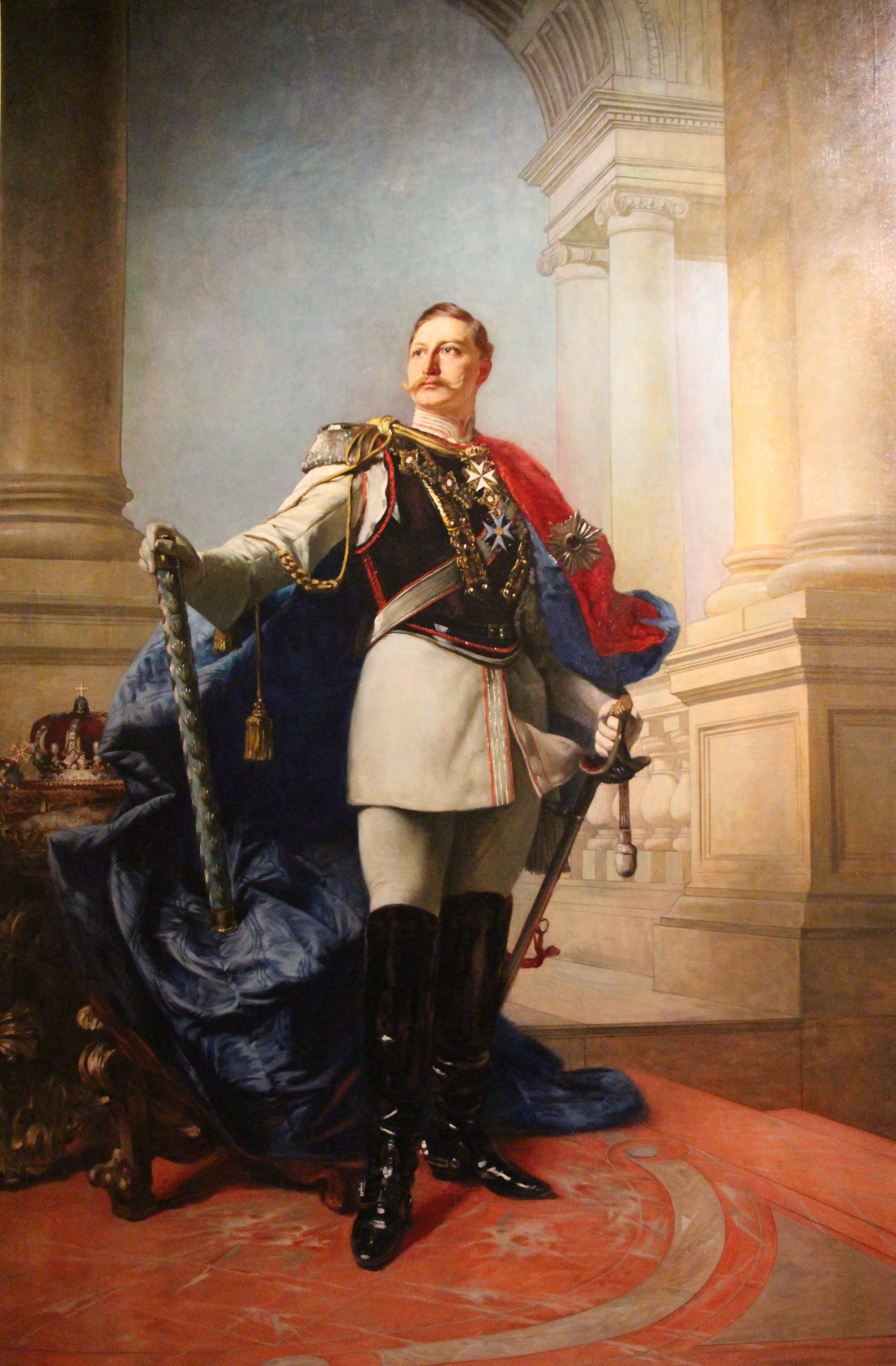
Вильгельм II в форме полка. Картина Макса Конера 1890 года
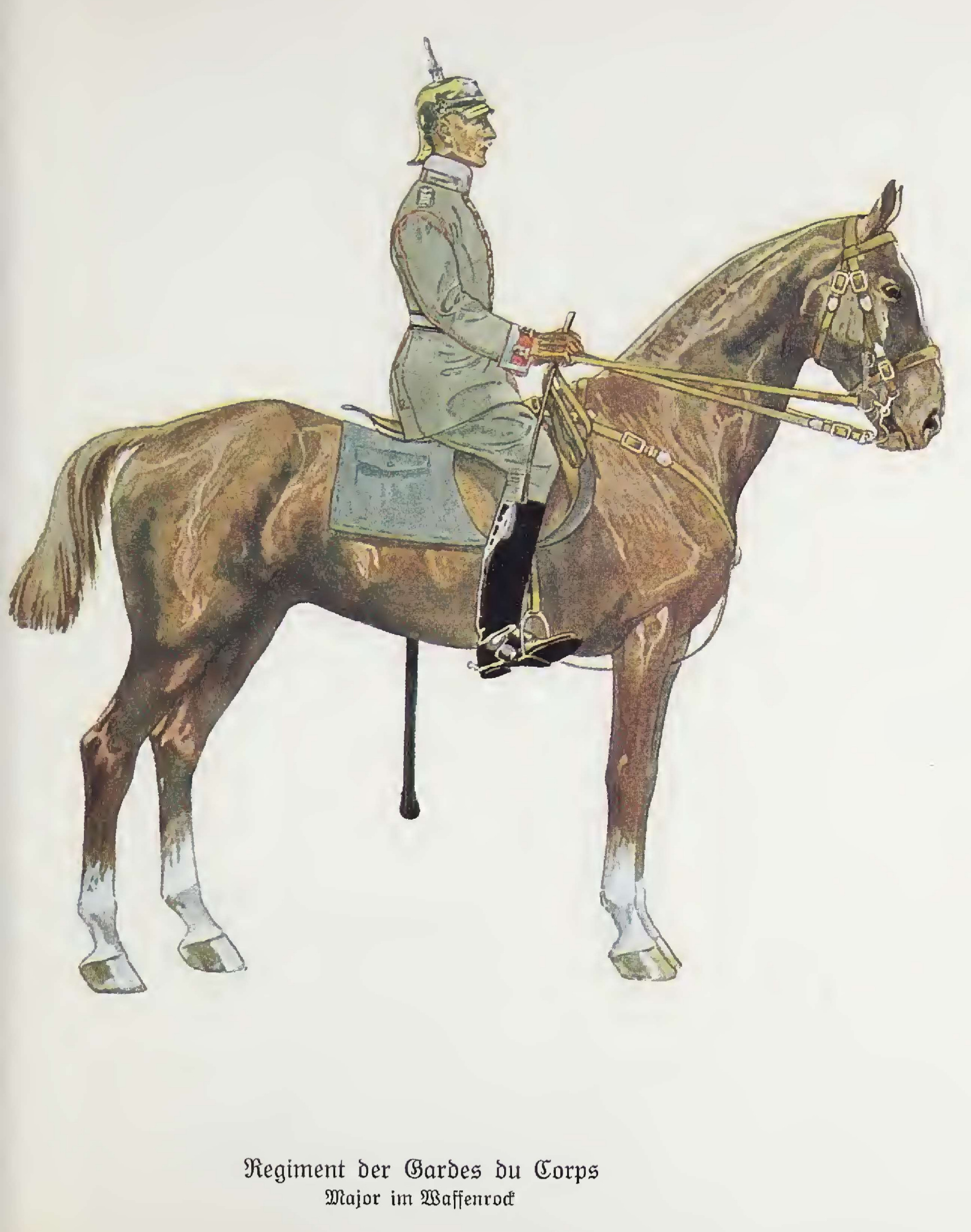
Офицер лейб-кирасир, 1915 год
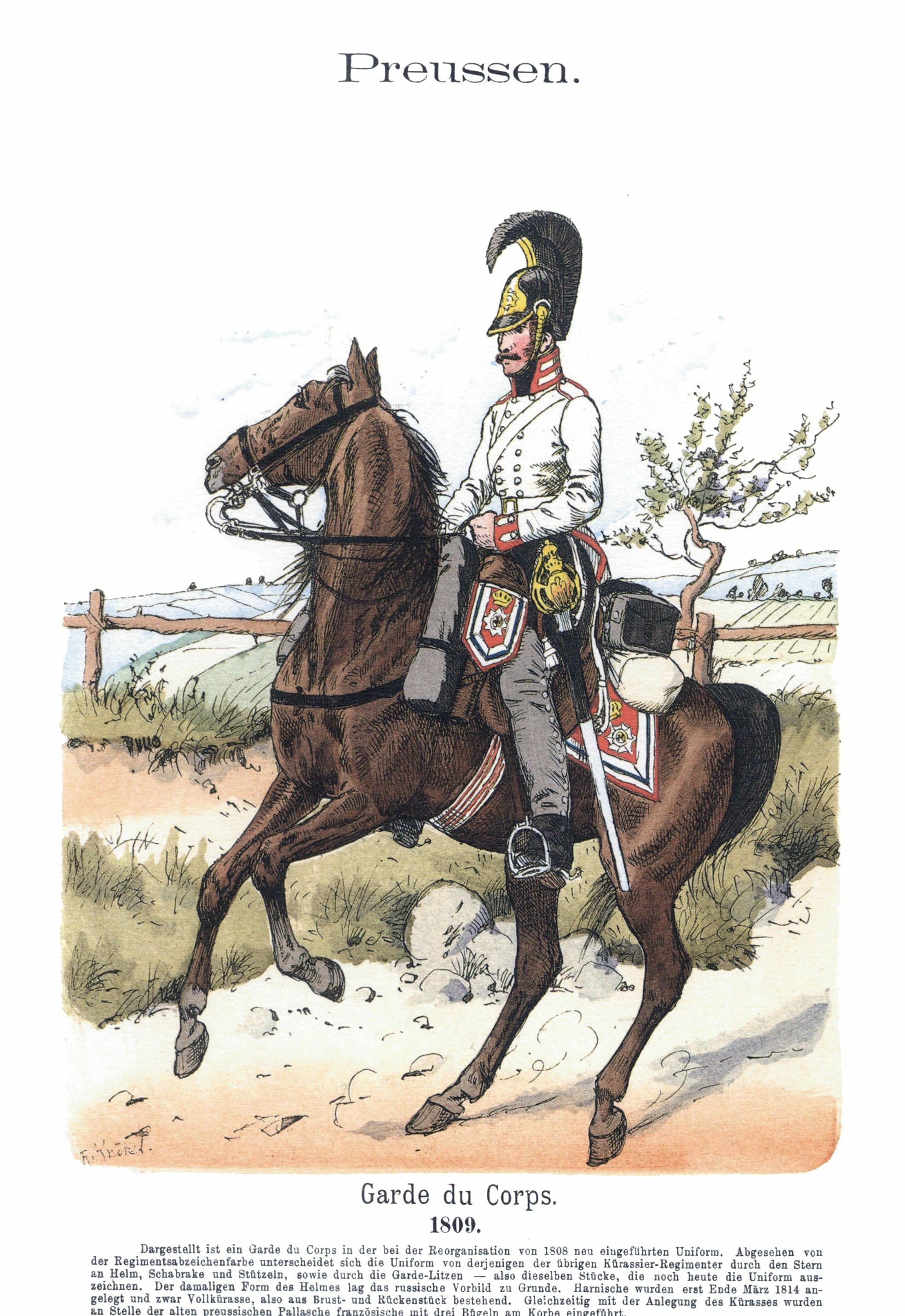
Лейб-кирасир, 1809 год